# Perry Township (Jackson County, Iowa)
Die Perry Township ist eine von 18 Townships im Jackson County im Osten des US-amerikanischen Bundesstaates Iowa. Das U.S. Census Bureau hat bei der Volkszählung 2020 eine Einwohnerzahl von 763 ermittelt.

## Geografie
Die Perry Township liegt im Osten von Iowa rund 15 km westlich des Mississippi, der die Grenze zu Illinois bildet. Die Grenze zu Wisconsin befindet sich rund 40 km nördlich.
Die Perry Township liegt auf 42°09′42″ nördlicher Breite und 90°36′26″ westlicher Länge und erstreckt sich über 93,2 km². Die Township wird Südwesten vom nördlichen Arm des Maquoketa River, einem rechten Nebenfluss des Mississippi. 
Die Perry Township liegt im Zentrum des Jackson County und grenzt im Norden an die Richland Township, im Nordosten an die Bellevue Township, im Osten an die Jackson Township, im Südosten an die Fairfield Township, im Süden an die Maquoketa Township, im Südwesten an die South Fork Township, im Westen an die Farmers Creek Township und im Nordwesten an die Otter Creek Township.

## Verkehr
Durch die Perry Township verläuft in Nord-Süd-Richtung der Iowa Highway 62. Alle weiteren Straßen sind entweder County Roads oder weiter untergeordnete und zum Teil unbefestigte Fahrwege.
Der nächstgelegene Flugplatz ist der rund 20 km südwestlich der Township gelegene Maquoketa Municipal Airport; die nächstgelegenen größeren Flughäfen sind der Dubuque Regional Airport (rund 30 km nördlich) und der Quad City International Airport (rund 90 km südlich).

## Bevölkerung
Bei der Volkszählung im Jahr 2010 hatte die Township 768 Einwohner. Neben Streubesiedlung existiert in der Perry Township mit Andrew (mit dem Status „City“) eine selbstständige Gemeinde.